# Andrée Defferre-Aboulker
Pour les articles homonymes, voir Defferre et Aboulker.
Andrée Marie Henriette Defferre-Aboulker, née le 14 janvier 1912 à Alger et morte le 29 août 1993 à  Manosque, est une universitaire et femme politique française.

## Biographie

### Famille
Andrée Aboulker est issue d'une famille de médecins juifs d'Alger et est la fille unique du médecin Albert Aboulker et de Semha Aboulker.
La famille Aboulker comptait parmi les grandes familles israélites algéroises. Elle donna tant des rabbins, dont le grand-rabbin d'Alger Isaac Aboulker, décapité en 1815 sur ordre du Dey, que des médecins, comme le docteur Moïse Aboulker, l'un des premiers juifs d'Algérie française à faire ses études de médecine en France, que Clemenceau remercia pour son rôle durant le siège de Paris en 1870, ou encore le professeur Pierre Aboulker, urologue qui a opéré le général de Gaulle.

### Formation
Andrée Aboulker passe son baccalaureat à Dakar. 
Elle étudie la médecine à Marseille et s'engage aux Jeunesses communistes. 

### Engagement militant
Andrée Aboulker renonce à s'engager en Espagne dans les rangs républicains et soigne les blessés de la guerre civile à Marseille après moult discussions avec Gaston Defferre, son mari,. 
Lorsque la Seconde Guerre mondiale éclate, elle s'engage dans l'action résistante. En janvier 1943, le couple fuit Marseille car il est dénoncé et elle part à Annecy, puis à Paris tandis que son mari part pour Lyon puis Marseille. Ils rejoignent les Mouvements unis de la Résistance en 1943. Ils vivent à Alger lorsque le gouvernement de la France libre en fait sa capitale.
En novembre 1944, elle est déléguée par les Mouvements unis de la Résistance auquel appartient son réseau France au Combat, à l'Assemblée consultative provisoire. C'est son mari qui lui demande de le représenter dans cette assemblée. 

### Engagement politique

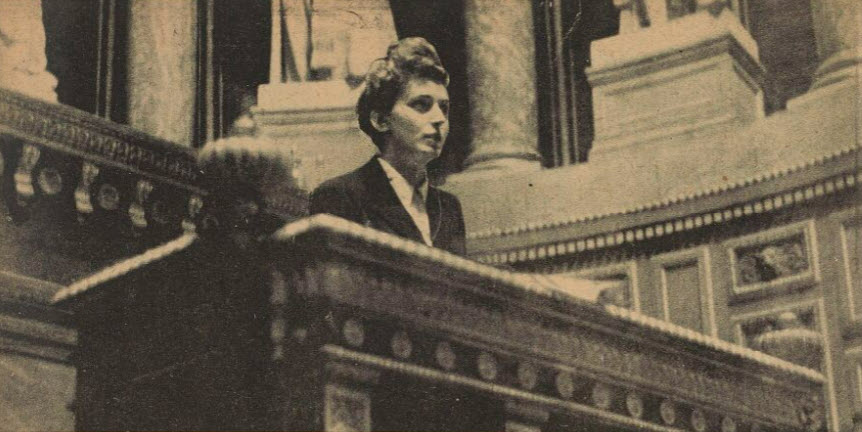
Andrée Defferre-Aboulker au cours d'une intervention à l'Assemblée consultative provisoire.

Andrée Aboulker est l'une des douze (bientôt seize, à partir de juin 1945) premières femmes à siéger dans l’Assemblée consultative provisoire. Membre de la commission de santé publique, elle intervient notamment sur la santé mentale puis sur le budget de l'Instruction publique algérienne qu'elle dénonce pour ses insuffisances à assurer la scolarisation des enfants indigènes algériens.
En 1947, après son remariage, elle adhère au Parti communiste français avec son nouveau mari. 
Docteur en médecine, exerçant en médecine générale et pédiatrie, elle dirige plusieurs dispensaires de municipalités communistes en région parisienne.
Après leur retraite, Andrée et José Aboulker militent à l'Association médicale franco-palestinienne.

### Vie privée
Andrée Aboulker est mariée une première fois très jeune avec un fonctionnaire colonial, François Baron, poète surréaliste admirateur de la révolution russe et rongé par les drogues et venu à Dakar pour se sevrer. Elle en divorce. Elle rencontre Gaston Defferre à 17 ans et c'est au cours d'un voyage de son mari à Moscou qu'ils se rapprochent. Ils se séparent et se retrouvent trois ans plus tard à Marseille. Par la suite, ils se revoient à Paris où elle introduit Gaston Defferre dans les milieux surréalistes,. Elle finit ses études de médecine et ils se marient. André Cordesse et Jacques Defferre sont les témoins de leur mariage le 13 septembre 1935 malgré leurs positions politiques divergentes. Andrée Aboulker étant une ardente militante communiste tandis que Gaston Defferre est un socialiste pragmatique. La Seconde Guerre mondiale, la Résistance et la clandestinité les séparent physiquement et le couple divorce le 23 mars 1945.
Elle se remarie ensuite avec son cousin José Aboulker. Ils vivent quai de la Tournelle à Paris.

## Décorations
- Médaille de la Résistance française avec rosette (décret du 11 mars 1947)[15]